# 14-й армейский корпус (Российская империя)
14-й армейский корпус — общевойсковое соединение (армейский корпус) Русской императорской армии. 
Армейский корпус сформирован 19 февраля 1877 года в составе 17-й, 18-й пехотных дивизий и 1-й Донской казачьей дивизии. К 5 августа 1914 года был в составе 4-й армии Юго-Западного фронта, 22 августа 1914 года перечислен в состав 9-й армии того же фронта.

## Состав
До начала войны входил в Варшавский военный округ, штаб — в г. Люблин. Состав на 18.07.1914:
- 18-я пехотная дивизия
- 1-я стрелковая бригада
- 2-я стрелковая бригада
- 13-я кавалерийская дивизия
- 14-я кавалерийская дивизия
- 14-й мортирно-артиллерийский дивизион
- 8-й сапёрный батальон

Состав с 8 июля 1917 года (на основании боевого расписания 5-й армии за июль 1917 г.)
- 18-я пехотная дивизия
- 70-я пехотная дивизия
- 120-я пехотная дивизия
- 15-й лёгкий мортирный артиллерийский дивизион
- 14-й мортирный артиллерийский дивизион
- 37-й мортирный артиллерийский дивизион
- 42-й мортирный артиллерийский дивизион
- 8-й инженерный полк
- 14-й воздухоплавательный отряд

Участие в Первой мировой войне
Корпус — участник Ченстохово-Краковской операции в ноябре 1914 г., Таневского сражения в июне 1915 г., Красноставского и Люблин-Холмского сражений в июле 1915 г. В ходе Виленской стратегической операции трофеями частей корпуса 10 сентября 1915 г. стали 20 орудий противника. Участвовал в мартовской Нарочской операции 1916 г. Сражался в ходе Летнего наступления 1917 г.

## Командование корпуса

### Командиры корпуса
- 19.02.1877 — 10.06.1878 — генерал-лейтенант Циммерман, Аполлон Эрнестович
- 10.06.1878 — 06.07.1885 — генерал-лейтенант Верёвкин, Владимир Николаевич
- 06.07.1885 — 13.10.1885 — генерал-лейтенант барон Деллингсгаузен, Эдуард Карлович
- 13.10.1885 — 20.12.1890 — генерал-лейтенант (с 30.08.1890 генерал от инфантерии) Нарбут, Александр Николаевич
- 20.12.1890 — 14.11.1894 — генерал-лейтенант Крживоблоцкий, Яков Степанович
- 14.11.1894 — 29.05.1899 — генерал-лейтенант (с 06.12.1898 генерал от инфантерии) Столетов, Николай Григорьевич
- 13.06.1899 — 14.11.1904 — генерал-лейтенант (с 28.03.1904 генерал от кавалерии) Хрещатицкий, Ростислав Александрович
- 23.11.1904 — 03.10.1906 — генерал-лейтенант Какурин, Евгений Николаевич
- 11.10.1906 — 21.05.1908 — генерал-лейтенант Веймарн, Иван Иванович
- 07.06.1908 — 29.12.1908 — генерал-лейтенант Кашерининов, Владимир Михайлович
- 05.01.1909 — 15.05.1912 — генерал-лейтенант Брусилов, Алексей Алексеевич
- 15.05.1912 — 19.04.1917 — генерал-лейтенант (с 14.04.1913 генерал от инфантерии) Войшин-Мурдас-Жилинский, Ипполит Паулинович
- 22.04.1917 — 02.01.1918 — генерал-лейтенант барон фон Будберг, Алексей Павлович

### Начальники штаба корпуса
- 24.02.1877 — 01.06.1878 — полковник (с 12.07.1877 генерал-майор) Акимов, Василий Петрович
- 01.06.1878 — 19.06.1886 — генерал-майор фон Мевес, Михаил Троянович
- 15.10.1886 — 19.11.1889 — генерал-майор Ивашкин, Владимир Николаевич
- 01.12.1889 — 23.07.1891 — генерал-майор Баженов, Пётр Николаевич
- 24.07.1891 — 05.06.1896 — генерал-майор Шутлеворт, Николай Васильевич
- 02.07.1896 — 27.03.1901 — генерал-майор Веймарн, Иван Иванович
- 09.04.1901 — 11.10.1903 — генерал-майор Эверт, Алексей Ермолаевич
- 11.10.1903 — 22.02.1910 — генерал-майор Фёдоров, Семён Иванович
- 16.03.1910 — 03.04.1910[16] — генерал-майор Российский, Михаил Александрович
- 14.04.1910 — 06.03.1911 — генерал-майор Леонтович, Сергей Гаврилович
- 22.03.1911 — 01.05.1913 — генерал-майор Леонтьев, Владимир Георгиевич
- 01.05.1913 — 03.08.1915 — генерал-майор Милоданович, Евгений Александрович
- 06.08.1915 — 07.04.1917 — генерал-майор Гурко, Дмитрий Иосифович
- 12.05.1917 — 04.09.1917 — генерал-майор Георгиевский, Александр Герасимович
- 04.09.1917 — хх.хх.хххх — полковник Беловский, Алексей Петрович

### Начальники артиллерии корпуса
В 1910 году должность начальника артиллерии корпуса была заменена должностью инспектора артиллерии, и 28.07.1910 последний начальник артиллерии корпуса П. И. Булгаков был назначен инспектором артиллерии корпуса.
Должность начальника / инспектора артиллерии корпуса соответствовала чину генерал-лейтенанта. Лица, назначаемые на этот пост в чине генерал-майора, являлись исправляющими должность и утверждались в ней одновременно с производством в генерал-лейтенанты.
- 19.03.1877 — 14.09.1877 — генерал-майор Клевецкий, Александр Захарьевич
- 14.09.1877 — хх.хх.1879 — генерал-майор Колмыков, Василий Александрович
- хх.хх.1879 — 02.01.1883 — генерал-лейтенант фон Винклер, Арсений Егорович
- 02.01.1883 — хх.хх.1883 — генерал-майор Лапцов, Иван Абрамович
- 02.12.1883 — 22.04.1888 — генерал-майор (с 30.08.1885 генерал-лейтенант) Адамович, Леонид Ефремович
- 22.04.1888 — 08.05.1895 — генерал-лейтенант Графф, Николай Гендриевич
- 17.05.1895 — 26.07.1896 — генерал-майор (с 06.12.1895 генерал-лейтенант) Корнилович, Александр Иванович
- 09.08.1896 — 01.01.1898 — генерал-майор (с 06.12.1897 генерал-лейтенант) Будде, Александр Эммануилович
- 01.01.1898 — 15.01.1902 — генерал-лейтенант Оноприенко, Владимир Васильевич
- 18.01.1902 — 06.01.1903 — генерал-лейтенант Тихобразов, Николай Дмитриевич
- 06.01.1903 — 12.02.1903 — и. д. генерал-майор Гиппиус, Владимир Иванович
- 12.02.1903 — 01.08.1906 — генерал-майор (с 17.04.1905 генерал-лейтенант) Дельсаль, Владимир Петрович
- 27.09.1906 — 02.07.1907 — генерал-майор (с 06.12.1906 генерал-лейтенант) Герарди, Андрей Францевич
- 15.07.1907 — 12.10.1911 — генерал-майор (с 30.07.1907 генерал-лейтенант) Булгаков, Павел Ильич
- 18.02.1912 — 16.04.1916 — генерал-майор (с 06.12.1912 генерал-лейтенант) Вартанов, Артемий Соломонович
- 12.05.1916 — после 16.10.1917 — генерал-майор (с 16.10.1917 генерал-лейтенант) Горелов, Фёдор Иванович